# Blackburneus zernyi
Blackburneus zernyi är en skalbaggsart som beskrevs av Rudolph Petrovitz 1964. Blackburneus zernyi ingår i släktet Blackburneus och familjen Aphodiidae. Inga underarter finns listade.